# المدرسة الأمريكية الدولية في أبو ظبي

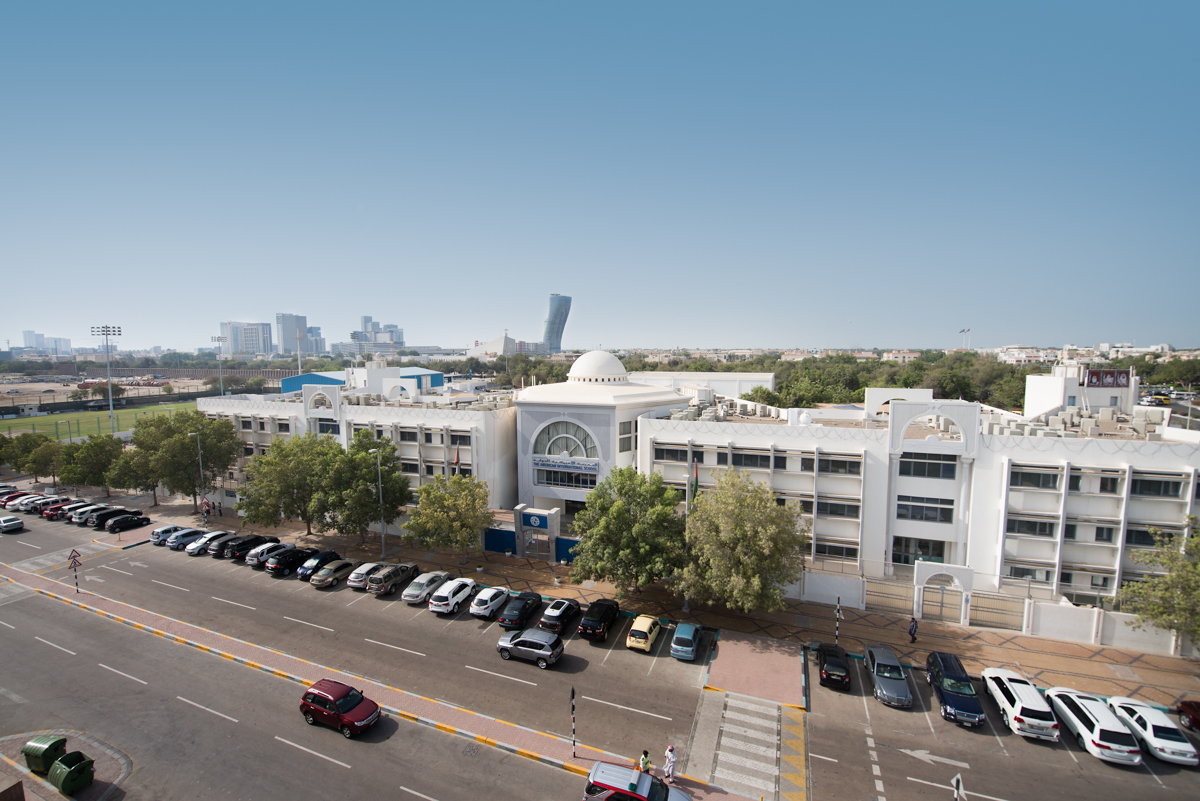
المدرسة الأمريكية الدولية في أبو ظبي

المدرسة الأمريكية الدولية في أبو ظبي هي مدرسة دولية تقع في أبوظبي، الإمارات. تاسست في عام 1995وهي إحدى أقدم مدارس منهاج البكالوريا الدولية والمنهاج الأمريكي في العاصمة. تعمل المدرسة تحت إدارة مؤسسة إيسول للتعليم الدولي “ESOL”،تحتضن المدرسة أكثر من 1,200 طالب وطالبة من مرحلة الروضة حتى الصف 12، ينتمون إلى 80 جنسية مختلفة ويتحدثون ما يزيد عن 30 لغة. 

## الروابط الخارجية
- http://www.aisa.sch.ae - Official website
- http://www.expatarrivals.com